# Teresa Żarnowerówna
Teresa Żarnower (Żarnowerówna) (ur. 16 grudnia 1897 w Warszawie, zm. 30 kwietnia 1949 w Nowym Jorku) – polska rzeźbiarka, graficzka, scenografka i architektka.

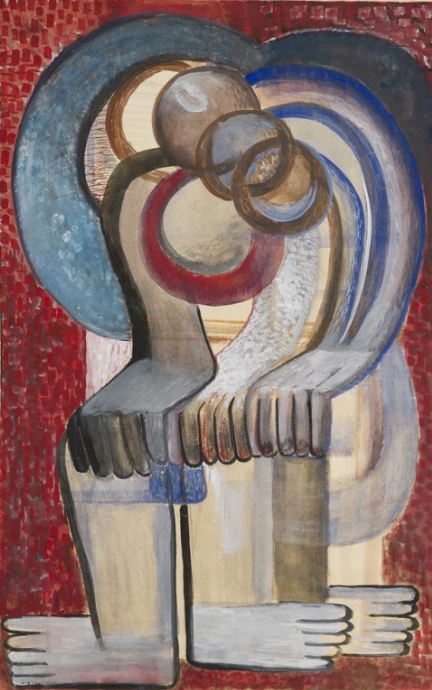
Grafika z 1946

## Życiorys
W latach 1915–1920 studiowała w warszawskiej Szkole Sztuk Pięknych w pracowni Edwarda Wittiga. Współpracowała z Mieczysławem Szczuką. Wystawiali razem w 1923 w Wilnie na Wystawie Nowej Sztuki i w Berlinie w galerii „Der Sturm”. Była współzałożycielką grupy Blok i należała do komitetu redakcyjnego czasopisma Blok. W 1926 uczestniczyła w Międzynarodowej Wystawie Sztuki Nowoczesnej w Bukareszcie oraz w I Międzynarodowej Wystawie Architektury w Warszawie. Po śmierci Mieczysława Szczuki wydawała założone przez niego czasopismo „Dźwignia”.
W końcu 1937 wyjechała z Polski, najpierw do Paryża. Tu żyło jej się trudno z braku środków. Mało tworzyła. Wybuch II wojny światowej stał się impulsem do nowego działania. Zaangażowała się w prace Biura Informacji i Dokumentacji Ministerstwa Propagandy Rządu Polskiego na Uchodźstwie. Wykonywała dla niego plakaty propagandowe, z których żaden się nie zachował. Opuściła Francję wraz z falą polskiego uchodźstwa po jej kapitulacji. Przedostała się do Hiszpanii, potem do Portugalii. Po 14 miesiącach otrzymała wizę do USA, gdzie znalazła się w 1941 r. ale władze amerykańskie odmówiły jej prawa pobytu i następne 17 miesięcy spędziła w Kanadzie. Tu zajęła się artystycznym fotomontażem. Ostatnie lata życia spędziła w USA. Prawdopodobnie popełniła samobójstwo z powodu trudnych warunków bytowania.
Jej twórczość powstawała pod wpływem konstruktywizmu. Tworzyła rzeźby, grafikę, fotomontaże, plakaty.